# JAG (série télévisée)
Pour les articles homonymes, voir JAG.
NCIS
JAG est une série télévisée américaine en un pilote de 90 minutes et 226 épisodes de 42 minutes, créée par Donald P. Bellisario et diffusée du 23 septembre 1995 au 22 mai 1996 sur le réseau NBC et du 3 janvier 1997 au 29 avril 2005 sur le réseau CBS.
En France, la série a été diffusée à partir du 24 août 1996 sur France 2 et rediffusée en 2008 et en 2012 sur France 4 ; en Belgique sur RTL-TVi, en Suisse sur TSR1, et au Québec du 26 août 2002, au 23 septembre 2006 sur Historia.

## Synopsis
Harmon Rabb Junior est un pilote de l'aéronavale américaine qui perd la vision nocturne à la suite du crash de son F-14 Tomcat en mer. Il est affecté au JAG (Judge Advocate General). Il est aidé par différents avocats comme lui (lieutenant Bud Roberts, major Sarah Mackenzie…).
Durant les différentes saisons, il va être de plus en plus attiré par son ex-métier de pilote dans l'aéronavale américaine. Il va également chercher son père, fait prisonnier pendant la guerre du Viêt Nam.

## Accroche
Pilote de l'aéronavale comme l'était son père, le lieutenant de vaisseau Harmon Rabb Jr est blessé dans le crash de son Tomcat lors d'une tornade en mer. Sujet à des troubles de la vision nocturne, il est affecté auprès du juge avocat général, le JAG. Sa mission : enquêter, défendre ou mettre en accusation afin que règne la loi sur les mers. Désormais avec le major Sarah MacKenzie, avocat comme lui, il vole de tribunaux en cours de justice avec une bravoure et une ténacité égales à celles qui avaient fait de lui un as de l'aviation.

## Distribution

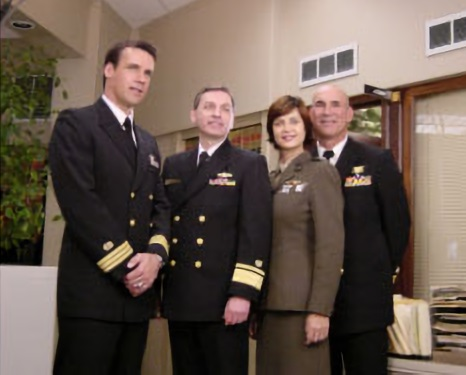
David James Elliott, à gauche, Catherine Bell et John M. Jackson entourant le véritable commandant de lUSN, JAG, le rear admiral Donald J. Guter (février 2001).

- David James Elliott (VF : Guy Chapellier) : capitaine Harmon « Harm » Rabb Jr., USN
- Tracey Needham (VF : Marine Jolivet) : Meg Austin, USN (saison 1 - invitée saison 3)
- Andrea Parker (VF : Françoise Rigal) : Kaitlin « Kate » Pike, USN (saison 1 épisode 1 - récurrente par la suite de la saison)
- Patrick Labyorteaux (VF : Luq Hamet puis Pierre Laurent) : lieutenant Bud J. Roberts, Jr., USN (saisons 2 à 10 - récurrent saison 1)
- John M. Jackson (VF : Julien Thomast) : contre-amiral Albert-Jetro « AJ » Chegwidden, juge-avocat général, USN (saisons 2 à 9 - récurrent saison 1)
- Catherine Bell (VF : Clara Borras) : Lieutenant Diana Chong (saison 1 épisode 22) / Major puis Colonel Sarah « Mac » Mackenzie, USMC (saisons 2 à 10)
- Karri Turner (en) (VF : Hélène Chanson) : Harriet Sims, USN (saisons 2 à 10)
- Trevor Goddard : Michael « Mic » Brumby, CSC, RAN (saisons 4, 6 et 7 - récurrent saison 5)
- Steven Culp (VF : François Leccia puis Georges Caudron) : Clayton Webb (Agent de la CIA) / directeur adjoint du renseignement (saison 5 - récurrent saisons 2 à 4, 6, 8 à 10)
- Chuck Carrington (en) (VF : Olivier Korol) : Jason Tiner (saisons 6 et 7 - récurrent saisons 2 à 5, 8 et 9)
- Randy Vasquez (en) (VF : Eric Aubrahn) : Victor Galindez, USMC (saisons 6, 7 et 9 - récurrent saison 5)
- Scott Lawrence (en) (VF : Thierry Mercier) : Sturgis Turner (saisons 7 à 10)
- Nancy Chambers (VF : Martine Reigner) : Meghan O'Hara (saison 2 épisode 8) / Loren Singer (saison 8 - récurrente saisons 5 à 7)
- Zoe McLellan (VF : Sylvie Jacob) : Jennifer Coates (saisons 8 à 10 - récurrente saison 7)
- David Andrews (VF : Patrick Béthune) : Major général Gordon « Biff » Cresswell, juge-avocat général, USMC (saison 10)

## Commentaires
- « JAG » est l'abréviation militaire de « Judge Advocate General ».

- La série était initialement programmée sur le réseau NBC qui l'annula au bout d'une saison. Cependant le dernier épisode de cette première saison se terminait sur un cliffhanger avec l'arrestation du capitaine Harmon Rabb suspecté de meurtre. Lorsque le réseau concurrent CBS décida de reprendre la série, il ne donna pas de fin à l'intrigue de cet épisode. Les spectateurs durent attendre le 19e épisode de la 3e saison pour connaître la fin de l'histoire, même si les scénaristes de cet épisode décidèrent de prendre quelques libertés avec l'intrigue originale.

- Au cours des saisons, le lieutenant de vaisseau Rabb monte en grade. Il obtient tout d'abord le grade de capitaine de corvette (saison 1 épisode 13), puis quelques années plus tard (saison 5 épisode 9), Rabb obtiendra le grade de capitaine de frégate, le plaçant ainsi au même rang que le lieutenant-colonel MacKenzie et que le capitaine de frégate Turner. Enfin, à la fin de l'avant-dernier épisode, le capitaine de frégate Rabb est promu au grade de capitaine de vaisseau, le général Cresswell lui dit alors : « félicitations commandant ». Voir l'article Grades des forces armées des États-Unis.

- La série JAG a été arrêtée en 2005 mais a donné naissance à un spin-off : NCIS : Enquêtes spéciales.

- À l'époque de sa diffusion originale au Québec, la série était la plus populaire de la chaîne Historia[3].

- Des images tournées, mais non retenues au montage, pour les films À la poursuite d'Octobre rouge, Nimitz, retour vers l'enfer et Top Gun, ont été utilisées pour les besoins de la série[4].
- L'épisode 14 de la saison 9 ("Crimes de guerre") a fait l'objet d'une analyse juridique parue le 23 janvier 2024 dans le "Indian Journal of Law and Legal Research"[5]

## DVD (France)
- L'intégrale de la saison 1 est sortie le 28 septembre 2006 en coffret 6 DVD chez CBS Vidéo. L'audio est en français, italien, allemand, anglais et espagnol avec les sous-titres de ces mêmes langues. Pas de suppléments. Les copies sont au ratio image 1.33.1 plein écran. Les copies sont remastérisées. (ASIN B000GUJWWG).
- L'intégrale de la saison 2 est sortie le 11 septembre 2007 en coffret 4 DVD chez CBS Vidéo. L'audio est en français, anglais, allemand et italien. Les sous-titres sont en français, allemand, danois, italien, suédois, norvégien, anglais, finnois, hollandais et anglais. Pas de suppléments. Les copies sont au ratio image 1.33.1 plein écran. Les copies sont remastérisées. (ASIN B000SKJR8I).
- L'intégrale de la saison 3 est sortie le 3 juin 2008 en coffret 6 DVD chez CBS Vidéo. L'audio est en français, italien et anglais. Les sous-titres sont en anglais, danois, finnois, français, néerlandais, italien, norvégien et suédois. Pas de suppléments. Les copies sont au ratio image 1.33.1 plein écran. Les copies sont remastérisées. (ASIN B0017YZIQE).
- L'intégrale de la saison 4 est sortie le 4 novembre 2008 en coffret 6 DVD chez CBS Vidéo. L'audio est en français, allemand, anglais et italien. Les sous-titres sont en français, allemand, danois, italien, suédois, norvégien, anglais, finnois, néerlandais. En supplément un bêtisier. Les copies sont au ratio image 1.33.1 plein écran. Les copies sont remastérisées. (ASIN B001D068ZW).
- L'intégrale de la saison 5 est sortie le 18 juin 2009 en coffret 6 DVD chez CBS Vidéo. L'audio est en italien, allemand, anglais, français et espagnol. Les sous-titres sont en anglais, français, allemand, danois, néerlandais, norvégien, suédois et finnois. En supplément un bêtisier. Les copies sont au ratio image 1.78.1 panoramique. Les copies sont remastérisées. (ASIN B001V76EF6).
- L'intégrale de la saison 6 est sortie le 30 septembre 2009 en coffret 6 DVD chez CBS Vidéo. L'audio est en italien, allemand, anglais, français et espagnol. Les sous-titres sont en allemand, français, danois, anglais, néerlandais, suédois, norvégien, finnois. Pas de suppléments. Les copies sont au ratio image 1.78.1 panoramique. Les copies sont remastérisées. (ASIN B002DGQBAW).
- L'intégrale de la saison 7 est sortie le 25 mars 2010 en coffret 6 DVD chez CBS Vidéo. L'audio est en italien, allemand, anglais, français et espagnol. Les sous-titres sont en allemand, français, néerlandais, danois, anglais, norvégien, suédois et finnois. Pas de suppléments. Les copies sont au ratio image 1.78.1 panoramique. Les copies sont remastérisées. (ASIN B003162S10).
- L'intégrale de la saison 8 est sortie le 15 juin 2010 en coffret 6 DVD chez CBS Vidéo. L'audio est en allemand, anglais et français. Les sous-titres sont en allemand, français, néerlandais, danois, anglais, suédois, norvégien et finnois. Pas de suppléments. Les copies sont au ratio image 1.78.1 panoramique. Les copies sont remastérisées. (ASIN B003RN2SOG).
- L'intégrale de la saison 9 est sortie le 16 novembre 2010 en coffret 5 DVD chez CBS Vidéo. L'audio est en allemand, anglais et français. Les sous-titres sont en allemand, français, danois, finnois, néerlandais, norvégien et suédois. Pas de suppléments. Les copies sont au ratio image 1.78.1 panoramique. Les copies sont remastérisées. (ASIN B0040ZK8X0).
- L'intégrale de la saison 10 est sortie le 5 juillet 2011 en coffret 5 DVD chez CBS Vidéo. L'audio est en allemand, anglais et français. Les sous-titres sont en allemand, français, anglais, danois, finnois, néerlandais, norvégien et suédois. En supplément un featurette : le dernier adieu. Les copies sont au ratio image 1.78.1 panoramique. Les copies sont remastérisées. (ASIN B004YL3WS8).